# Норланд, Ричард
Ричард Бойс Норланд (англ. Richard Boyce Norland, родился в 1955 году в Марокко) — американский дипломат, специальный посланник США по Ливии. Посол США в Ливии (2019—2022), Грузии (2012—2015) и Узбекистане (2007—2010).

## Личная жизнь и ранняя карьера
Сын американского дипломата Дональда Норланда, позже ставшего послом в африканских странах. Ричард родился в Марокко и вырос в Африке и Европе, а также в Соединенных Штатах.
В 1977 году окончил факультет дипломатической службы Джорджтаунского университета. Имеет степени магистра Школы передовых международных исследований Университета Джонса Хопкинса (1992) и Национального военного колледжа (2002).
Пришёл на дипломатическую службу в 1980 году, до того работал аналитиком в Палате представителей штата Айова.
Он говорит на русском, французском и норвежском языках.
Женат на Мэри Хартнетт, у них двое детей и несколько внуков. Жена юрист-международник, адъюнкт-профессор Школы права Джорджтаунского университета, занималась правами женщин.

## Карьера
Ричард Норланд служил в северном дипломатическом представительстве США, в 250 милях к северу от Полярного круга, в Тромсё, Норвегия. Он был референтом по Норвегии и Дании, а также помощником референта по ЮАР. Его первая командировка проходила в Бахрейне.
C 1988 по 1990 год — сотрудник посольства США в Москве (СССР) во время правления Горбачёва, в период гласности и перестройки. В 1990—1991 годах занимался Африкой. Затем направлен в офис министра обороны США, где был политическим аналитиком по России и СНГ. В 1993 году был представителем США и исполняющим обязанности главы миссии СБСЕ в Грузии, занимаясь конфликтами в Южной Осетии и Абхазии, а позднее посетил Чечню. В 1998—1999 годах занимался вопросами Арктики, координируя председательство США в Арктическом совете.
Посол США в Грузии (2012—2015), до того работал в Национальном военном колледже (2010—2012). Посол США в Узбекистане (2007—2010) и заместитель главы миссии в посольстве США в Афганистане (2005—2007) и Латвии (2003—2005).
В течение двух лет занимал должность директора по европейским делам Совета национальной безопасности при администрациях Клинтона и Буша, в частичности занимался мирным процессом в Северной Ирландии, а также странами Балтии, ОБСЕ и рядом европейских партнеров. С 1995 года и до переговоров по Соглашению Страстной пятницы 1998 года работал политическим советником в посольстве США в Дублине, Ирландия.
С октября 2002 по январь 2003 года Ричард Норланд служил в Мазари-Шарифе, Афганистан. Он был дипломатом в группе по гражданским вопросам армии США, занимаясь политической и экономической реконструкцией.

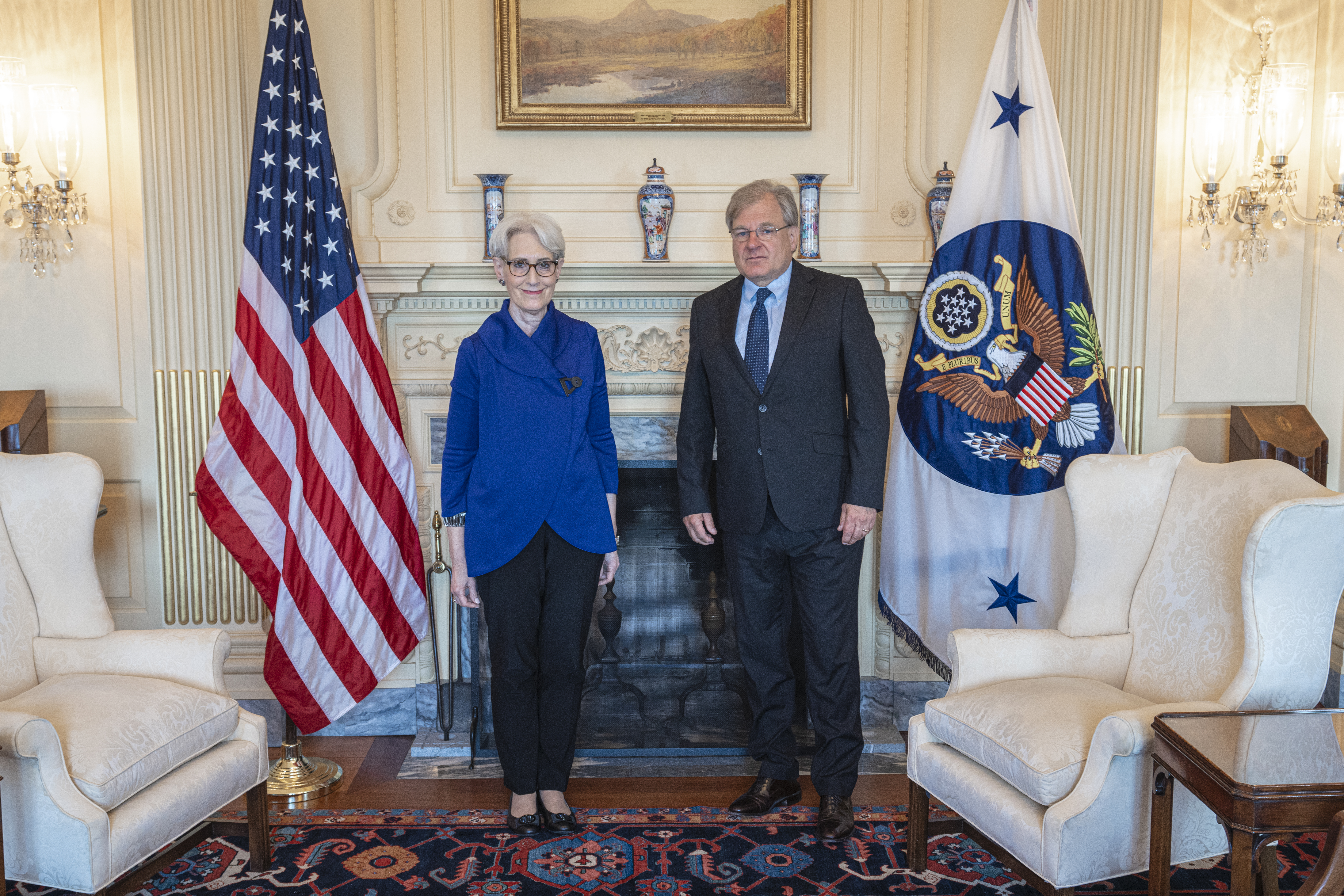
Норланд встречается с заместителем госсекретаря Венди Р. Шерман в Государственном департаменте США в Вашингтоне, округ Колумбия, в июне 2021 года.

На начало 2019 года был советником по внешней политике председателя Объединенного комитета начальников штабов генерала Джозефа Данфорда.
В феврале 2025 года газета «Коммерсантъ» писала, что США направляли России запрос для возможного назначения послом в Москве. Тем не менее, в июне 2025 года заместитель министра иностранных дел РФ Сергей Рябков сказал, что агреман для нового посла вместо Линн Трейси не запрашивался.
Неоднократно получал награду «За выдающиеся заслуги» от Госдепа США, дважды — награду Президента за выдающиеся заслуги. Также у него есть награда от председателя Объединенного комитета начальников штабов за выдающиеся заслуги на гражданской службе.

### Посол США в Ливии
2 апреля 2019 года президент Дональд Трамп назначил Ричарда Норланда послом США в Ливии. 1 августа 2019 года Сенат утвердил его кандидатуру. Вступил в должность 8 августа 2019 года. В сентябре 2022 года вместо Норланда миссию возглавил временный поверенный Лесли Ордеман.
В мае 2021 года назначен специальным посланником по Ливии.